# Tapera naevia
Tapera naevia là một loài chim trong họ Cuculidae.